# Liste des lieux patrimoniaux du comté de Saint-Jean
Pour les articles homonymes, voir Liste des lieux patrimoniaux de Saint-Jean.
Cet article recense les lieux patrimoniaux du comté de Saint-Jean inscrit au répertoire des lieux patrimoniaux du Canada, qu'ils soient de niveau provincial, fédéral ou municipal.
Pour la ville de Saint-Jean, voir Liste des lieux patrimoniaux de Saint-Jean

## Liste
| [ 1 ] | Lieu patrimonial        | Illustration | Communauté | Adresse | Coordonnées        | No   | Constr. | Prot. | Rec.        | Notes |
| ----- | ----------------------- | ------------ | ---------- | ------- | ------------------ | ---- | ------- | ----- | ----------- | ----- |
| P     | Naufrage du HMS Plumper | Téléverser   | Musquash   |         | 45.09177 -66.41271 | 7796 |         | LPP   | 4 mars 1975 |       |